# Homosexualität im Alten Ägypten
Es gibt nur vereinzelte Hinweise in altägyptischen Quellen zur Homosexualität im Alten Ägypten. Diese Quellen sind zudem umstritten und für verschiedene Interpretationen offen. Dies muss jedoch nicht auf eine Tabuisierung des Themas im Alten Ägypten oder der Homosexualität zurückzuführen sein, sondern kann generell an der Art der Quellen liegen. Jegliche Arten von Sexualität werden so gut wie nie dargestellt und  nur selten in Texten erwähnt.

## Hinweise

### Bildliche Hinweise auf Homosexualität

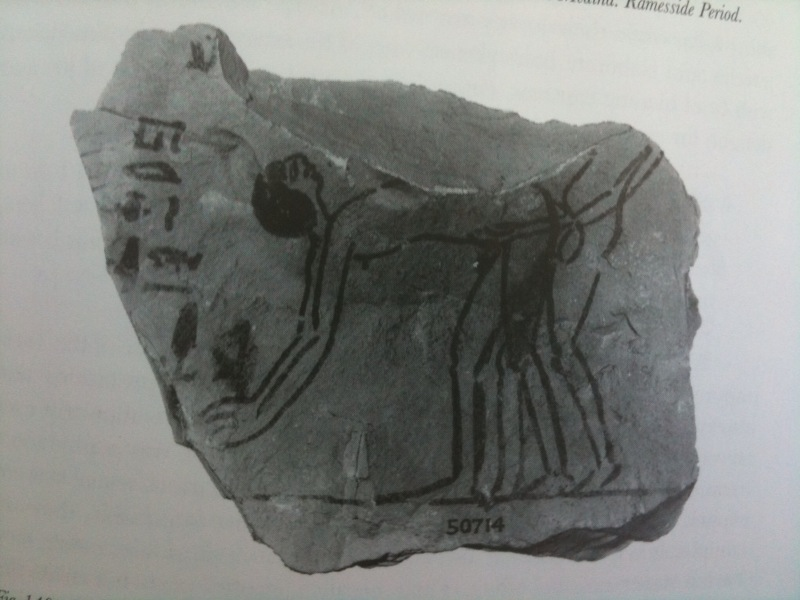
Ostrakon aus der Ramessidenzeit mit wahrscheinlich homoerotischer Darstellung.

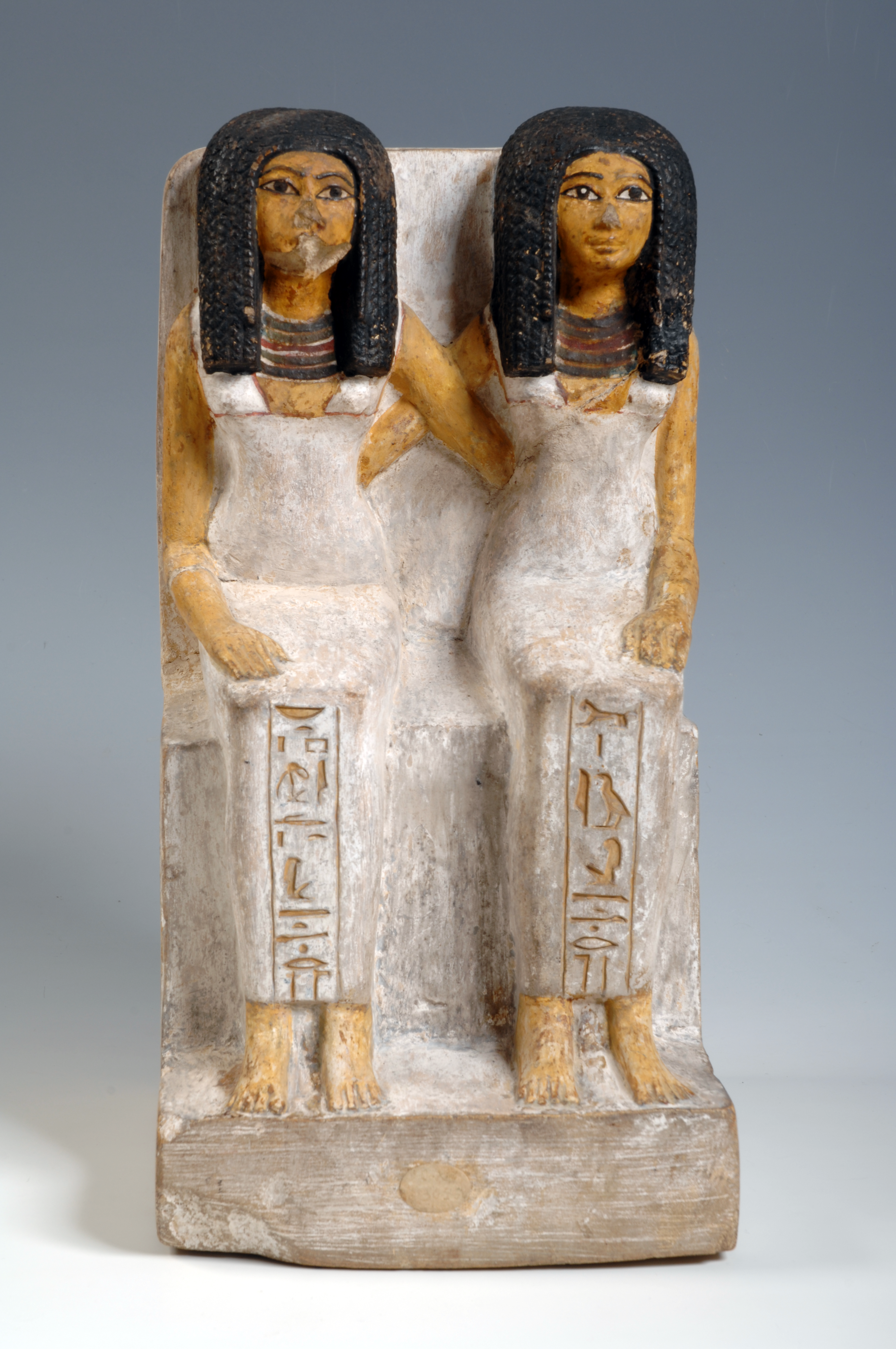
Seelenverwandtschaft zwischen Idet und Ruiu; 18. Dynastie; im Museo Egizio Turin

Aus dem Alten Reich (5. Dynastie, ca. 2500 v. Chr.) stammt die dekorierte Mastaba des Nianchchnum und des Chnumhotep, bei denen es sich um hohe Hofbeamte handelte. Beide Männer waren verheiratet und hatten Kinder, sind aber mehrmals in dem Grab in inniger Umarmung dargestellt. Während ein Teil der Forschung in diesen beiden Männern ein homosexuelles Paar sieht, geht vor allem die neuere Forschung von einem Zwillingspaar oder sogar von siamesischen Zwillingen aus. Die Frage der Interpretation dieser Darstellungen muss vorerst offenbleiben.
Schließlich gibt es einige wenige erotische Darstellungen, die eventuell homosexuelle Handlungen zwischen Männern wiedergeben. Diese Darstellungen sind aber nicht sehr detailliert gezeichnet und daher nicht aussagekräftig genug.

### Schriftliche Hinweise auf Homosexualität
Die beiden ausführlichsten Beschreibungen homosexueller Beziehungen stammen aus dem Mittleren Reich (ca. 2000–1700 v. Chr.). Sie sind jedoch keine Schilderungen realer Begebenheiten oder gar Liebesbriefe. Vielmehr handelt es sich um mythologische Erzählungen.
Der nur aus späterer Zeit in Fragmenten erhaltene Text vom Kläger von Memphis erzählt die Geschichte von dem General Sasenet und dem König Neferkare (als Thronname, Geburtsname wohl Pepi II.). Der König geht allnächtlich zu dem Haus des Generals, wo er einen Stein wirft und der General eine Leiter herunterlässt, wonach „seine Majestät machte, was er wünschte“, was in altägyptischen Texten eine Umschreibung sexueller Handlungen ist. Der König wird bei seinen nächtlichen Gängen von jemandem beobachtet. Die Geschichte ist nicht weiter erhalten, jedoch ist die Heimlichkeit der Handlungen ein Hinweis darauf, dass das Verhalten des Königs als unwürdig empfunden wurde. Ob dies mit den homosexuellen Handlungen an sich oder der Situation – einer Affäre mit einem Untergebenen – zu tun hat, muss offenbleiben. 
Aus al-Lahun (Mittleres Reich, ca. 1700 v. Chr.) stammt ein Papyrusfragment von der Göttergeschichte des Horus und Seth, dessen vollständiger Text aus dem Neuen Reich (um 1200 v. Chr.) erhalten ist. Seth hatte seinen Bruder Osiris umgebracht und kämpfte mit Horus, dem Sohn des Osiris, um die Herrschaft in Ägypten. Eine Passage der Erzählung beschreibt, wie Seth den Horus vergewaltigt und damit zu demütigen versucht. Die Interpretation dieser Stele spaltet wiederum die ägyptologische Forschung: Wird Horus hier durch die homosexuelle Handlung an sich gedemütigt, ist es die Vergewaltigung oder beides zusammen. Emma Brunner-Traut bewertet die Handlung an sich als negativ, wobei man jedoch berücksichtigen muss, dass sie einer älteren Forschergeneration entstammt und häufig Textstellen mit sexuellem Inhalt zensierte. Renate Müller-Wollermann geht vielmehr davon aus, dass es die passive, d. h. unwürdige („weibliche“) Rolle ist, in die Horus gedrängt wird.
Weitere Quellen zur Homosexualität im Alten Ägypten sind vor allem einzelne Sprüche in Lebenslehren oder Jenseitstexten. Diese setzen Homosexualität in einen negativen Kontext (z. B. als entwürdigende Sozialstrafe, die einem von seinen Kameraden zugefügt wird).
Weibliche Homosexualität ist im Alten Ägypten nicht belegt, abgesehen von einer Zeile des Traumbuches, dessen Übersetzung jedoch strittig ist.

## Beurteilung der Homosexualität im alten Ägypten
Im Totenbuch wird eine Textstelle als Verurteilung homosexueller Handlungen interpretiert („habe keinen Beischlaf mit einem Beischläfer“), doch ist die Übersetzung und Interpretation zu vage, um sichere Schlüsse daraus zu ziehen. Diese Stelle in einem Totenbuch, das einer Frau gehörte, wurde von dem Britischen Historiker Parkinson als Verurteilung weiblicher Homosexualität beurteilt, doch ist diese Interpretation kaum beweisbar. 
Das Wort Hm ist vielleicht als Schwuler zu übersetzen: Die sexuelle Grundbedeutung des Wortes scheint sicher, da es mit einem Phallus geschrieben wird. Hm wird in Texten meist benutzt, um Gegner zu diffamieren, sodass es eine negative Konnotation erhält. Aufgrund der geringen Beleglage bleibt unklar, ob mit Hm ein Homosexueller im westlichen Sinne bezeichnet wird, oder ob damit eventuell der passive Partner eines gleichgeschlechtlichen Aktes gemeint ist.
Die Geschichte von Horus und Seth mag immerhin andeuten, dass es im Alten Ägypten ein Bild von Homosexualität gab, das man in vielen orientalischen Kulturkreisen findet. Homosexuelle Handlungen waren für den aktiven (männlichen) Partner erlaubt, während der passive, als weiblich angesehene Partner geächtet wurde.
Wenn man die Darstellung im Grab von Nianchchnum und Chnumhotep als homosexuelles Paar interpretiert, so mag dies sogar auf eine Akzeptanz gegenseitig einvernehmlicher Homosexualität hinweisen. Auffällig bleibt jedoch, dass es kein Beispiel von Liebesbriefen gibt, die von Homosexuellen geschrieben wurden; sind doch die Liebesbriefe eine bedeutende literarische Gattung gerade im Neuen Reich. Deswegen, und nicht zuletzt wegen der geringen Beleglage, ist die Beurteilung von Homosexualität im Alten Ägypten mit Bedacht vorzunehmen. Eine gesellschaftliche Akzeptanz ist bis zum Auftauchen positiver Belege eher zu verneinen.